# Allium sabulosum
Allium sabulosum — вид рослин з родини амарилісових (Amaryllidaceae); поширений у центральній Азії і південно-європейській частині Росії.

## Опис
Цибулина поодинока, від циліндрично-яйцюватої до яйцюватої, діаметром 1.5–2 см, з блідо-коричневими, іноді жовтувато-коричневими цибулинками; оболонка від сіруватої до блідо-коричневої. Листки коротші від стеблини, завширшки 1–2 мм, зверху жолобчасті, гладкі, рідко шершаво-дрібнозубчасті. Стеблина 20–60 см, товста, вкрита листовими піхвами на ≈ 1/4 довжини. Зонтик від півсферичного до кулястого, густо багатоквітковий. Оцвітина зеленувата; сегменти з зеленуватою серединною жилкою в період плодоношення, еліптичні, рівні, ≈ 3 мм. 2n = 16. Період цвітіння й плодоношення: травень — червень.

## Поширення
Поширення: Іран, Казахстан, Киргизстан, Таджикистан, Туркменістан, Узбекистан, Китай — західний Сіньцзян, Росія — південно-європейська частина.
Населяє піщані місця.